# Haftbefehl (Rapper)/Diskografie
Diese Diskografie ist eine Übersicht über die musikalischen Werke des deutschen Rappers Haftbefehl. Den Schallplattenauszeichnungen zufolge hat er bisher mehr als 850.000 Tonträger verkauft. Seine erfolgreichsten Veröffentlichungen sind die Singles Ich rolle mit meim Besten (Babos Remix), 069 und RADW mit jeweils über 200.000 verkauften Einheiten.

## Alben

### Studioalben
| Jahr | Titel              | Höchstplatzierung, Gesamtwochen, AuszeichnungChartplatzierungen (Jahr, Titel, Platzierungen, Wochen, Auszeichnungen, Anmerkungen) | Höchstplatzierung, Gesamtwochen, AuszeichnungChartplatzierungen (Jahr, Titel, Platzierungen, Wochen, Auszeichnungen, Anmerkungen) | Höchstplatzierung, Gesamtwochen, AuszeichnungChartplatzierungen (Jahr, Titel, Platzierungen, Wochen, Auszeichnungen, Anmerkungen) | Anmerkungen                                                 | [↑]: gemeinsam behandelt mit vorhergehendem Eintrag; [←]: in beiden Charts platziert |
| Jahr | Titel              | DE | AT | CH | Anmerkungen                                                 |                                                                                      |
| ---- | ------------------ | --- | --- | --- | ----------------------------------------------------------- | ------------------------------------------------------------------------------------ |
| 2010 | Azzlack Stereotyp  | DE59 (1 Wo.)DE | — | — | Erstveröffentlichung: 29. Oktober 2010                      |                                                                                      |
| 2012 | Kanackiş           | DE10 (2 Wo.)DE | AT36 (1 Wo.)AT | CH12 (4 Wo.)CH | Erstveröffentlichung: 10. Februar 2012                      |                                                                                      |
| 2013 | Blockplatin        | DE4 (5 Wo.)DE | AT6 (3 Wo.)AT | CH7 (3 Wo.)CH | Erstveröffentlichung: 25. Januar 2013; indiziert            |                                                                                      |
| 2013 | Platinblock        | DE80 (1 Wo.)DE[AT: ↑][CH: ↑] | AT6 (3 Wo.)AT | CH7 (3 Wo.)CH | Neueinspielung: 25. April 2024                              |                                                                                      |
| 2014 | Russisch Roulette  | DE4 Gold · (10 Wo.)DE | AT10 (1 Wo.)AT | CH7 (3 Wo.)CH | Erstveröffentlichung: 28. November 2014 Verkäufe: + 100.000 |                                                                                      |
| 2020 | Das weiße Album    | DE4 (7 Wo.)DE | AT6 (3 Wo.)AT | CH5 (4 Wo.)CH | Erstveröffentlichung: 5. Juni 2020                          |                                                                                      |
| 2021 | Das schwarze Album | DE7 (5 Wo.)DE | AT6 (3 Wo.)AT | CH14 (4 Wo.)CH | Erstveröffentlichung: 29. April 2021                        |                                                                                      |
| 2022 | Mainpark Baby      | DE5 (7 Wo.)DE | AT22 (2 Wo.)AT | CH14 (5 Wo.)CH | Erstveröffentlichung: 1. Dezember 2022                      |                                                                                      |

### Kollaboalben
| Jahr | Titel           | Höchstplatzierung, Gesamtwochen, AuszeichnungChartplatzierungen (Jahr, Titel, Platzierungen, Wochen, Auszeichnungen, Anmerkungen) | Höchstplatzierung, Gesamtwochen, AuszeichnungChartplatzierungen (Jahr, Titel, Platzierungen, Wochen, Auszeichnungen, Anmerkungen) | Höchstplatzierung, Gesamtwochen, AuszeichnungChartplatzierungen (Jahr, Titel, Platzierungen, Wochen, Auszeichnungen, Anmerkungen) | Anmerkungen                                              |
| Jahr | Titel           | DE | AT | CH | Anmerkungen                                              |
| ---- | --------------- | --- | --- | --- | -------------------------------------------------------- |
| 2016 | Der Holland Job | DE1 (6 Wo.)DE | AT1 (3 Wo.)AT | CH1 (4 Wo.)CH | Erstveröffentlichung: 12. August 2016 mit Xatar als Coup |

### Mixtapes
| Jahr | Titel      | Höchstplatzierung, Gesamtwochen, AuszeichnungChartplatzierungen (Jahr, Titel, Platzierungen, Wochen, Auszeichnungen, Anmerkungen) | Höchstplatzierung, Gesamtwochen, AuszeichnungChartplatzierungen (Jahr, Titel, Platzierungen, Wochen, Auszeichnungen, Anmerkungen) | Höchstplatzierung, Gesamtwochen, AuszeichnungChartplatzierungen (Jahr, Titel, Platzierungen, Wochen, Auszeichnungen, Anmerkungen) | Anmerkungen                             |
| Jahr | Titel      | DE | AT | CH | Anmerkungen                             |
| ---- | ---------- | --- | --- | --- | --------------------------------------- |
| 2015 | Unzensiert | DE28 (3 Wo.)DE | — | CH37 (2 Wo.)CH | Erstveröffentlichung: 18. Dezember 2015 |

Weitere Mixtapes
- 2012: The Notorious H.A.F.T.

### EPs
- 2013: Azzlack Kommandant (Juice Exclusive)

## Singles

### Als Leadmusiker
| Jahr | Titel Album                                                        | Höchstplatzierung, Gesamtwochen, AuszeichnungChartplatzierungen (Jahr, Titel, Album, Platzierungen, Wochen, Auszeichnungen, Anmerkungen) | Höchstplatzierung, Gesamtwochen, AuszeichnungChartplatzierungen (Jahr, Titel, Album, Platzierungen, Wochen, Auszeichnungen, Anmerkungen) | Höchstplatzierung, Gesamtwochen, AuszeichnungChartplatzierungen (Jahr, Titel, Album, Platzierungen, Wochen, Auszeichnungen, Anmerkungen) | Anmerkungen                                                                 |
| Jahr | Titel Album                                                        | DE | AT | CH | Anmerkungen                                                                 |
| --- | ------------------------------------------------------------------ | --- | --- | --- | --------------------------------------------------------------------------- |
| 2012 | Chabos wissen wer der Babo ist Blockplatin                         | DE30 Gold · (13 Wo.)DE | — | — | Erstveröffentlichung: 21. Oktober 2012 Verkäufe: + 150.000                  |
| 2014 | Saudi Arabi Money Rich Russisch Roulette                           | DE76 (2 Wo.)DE | AT66 (1 Wo.)AT | — | Erstveröffentlichung: 10. Oktober 2014                                      |
| 2014 | Lass die Affen aus’m Zoo (Babos Remix) Russisch Roulette (Deluxe)  | DE74 (2 Wo.)DE | — | — | Erstveröffentlichung: 14. November 2014 feat. K.I.Z                         |
| 2014 | Ich rolle mit meim Besten (Babos Remix) Russisch Roulette (Deluxe) | DE48 Gold · (2 Wo.)DE | — | — | Erstveröffentlichung: 28. November 2014 Verkäufe: + 200.000; feat. Marteria |
| 2015 | 069 Unzensiert                                                     | DE— a GoldDE | — | — | Erstveröffentlichung: 2015 Verkäufe: + 200.000                              |
| 2016 | 500 Der Holland Job                                                | DE81 (2 Wo.)DE | — | — | Erstveröffentlichung: 22. Juli 2016 mit Xatar als Coup                      |
| 2016 | Ich zahle gar nichts Der Holland Job                               | DE79 (2 Wo.)DE | — | — | Erstveröffentlichung: 29. Juli 2016 mit Xatar als Coup                      |
| 2020 | Bolon Das weiße Album                                              | DE20 (2 Wo.)DE | AT64 (1 Wo.)AT | CH70 (1 Wo.)CH | Erstveröffentlichung: 12. März 2020                                         |
| 2020 | RADW Das weiße Album                                               | DE30 Gold · (1 Wo.)DE | — | CH93 (1 Wo.)CH | Erstveröffentlichung: 27. März 2020 Verkäufe: + 200.000                     |
| 2020 | 1999 Pt. 5 (Mainpark Baby) Das weiße Album                         | DE90 (1 Wo.)DE | — | — | Erstveröffentlichung: 24. April 2020                                        |
| 2020 | Conan x Xenia Das weiße Album                                      | DE4 (5 Wo.)DE | AT12 (2 Wo.)AT | CH19 (2 Wo.)CH | Erstveröffentlichung: 8. Mai 2020 feat. Shirin David                        |
| 2020 | Morgenstern Das weiße Album                                        | DE94 (1 Wo.)DE | — | — | Erstveröffentlichung: 29. Mai 2020                                          |
| 2020 | KMDF Das weiße Album                                               | DE15 (2 Wo.)DE | AT28 (1 Wo.)AT | CH33 (1 Wo.)CH | Erstveröffentlichung: 5. Juni 2020 feat. Shindy                             |
| 2020 | Casablanca Cortado                                                 | DE82 (1 Wo.)DE | — | — | Erstveröffentlichung: 11. September 2020 Dú Maroc feat. Haftbefehl & Fler   |
| 2021 | Wieder am Block Das schwarze Album                                 | DE22 (2 Wo.)DE | AT56 (1 Wo.)AT | CH39 (1 Wo.)CH | Erstveröffentlichung: 12. Februar 2021 feat. Soufian                        |
| 2021 | Lebe Leben Das schwarze Album                                      | DE59 (1 Wo.)DE | — | — | Erstveröffentlichung: 19. Februar 2021                                      |
| 2021 | Offen / Geschlossen Das schwarze Album                             | DE42 (1 Wo.)DE | — | CH85 (1 Wo.)CH | Erstveröffentlichung: 12. März 2021                                         |
| 2021 | Du weißt dass es Haft ist Das schwarze Album                       | DE82 (1 Wo.)DE | — | — | Erstveröffentlichung: 26. März 2021                                         |
| 2021 | Crackküche Das schwarze Album                                      | DE— bDE | — | — | Erstveröffentlichung: 8. April 2021                                         |
| 2021 | Leuchtreklame Das schwarze Album                                   | DE41 (1 Wo.)DE | — | — | Erstveröffentlichung: 15. April 2021 feat. Schmyt & Bausa                   |
| 2021 | 4 Kanaken Das schwarze Album                                       | DE50 (1 Wo.)DE | — | — | Erstveröffentlichung: 29. April 2021 feat. Capo, Veysel & Ezhel             |
| 2021 | Du kennst die Babos –                                              | DE— cDE | — | — | Erstveröffentlichung: 19. November 2021 mit Volo                            |
| 2024 | Money Money (Money Money) –                                        | DE87 (1 Wo.)DE | — | — | Erstveröffentlichung: 19. April 2024 feat. Frizzo & Veysel                  |
| 2024 | Leben wie ein Spielfilm –                                          | DE— dDE | — | — | Erstveröffentlichung: 30. August 2024 mit Gzuz & Milonair                   |
| Folgende Lieder erschienen nicht als Single, wurden aber durch das Album zum Download und Streaming bereitgestellt und konnten somit eine Platzierung erlangen: |                                                                    | | | |                                                                             |
| |                                                                    | | | |                                                                             |
| 2022 | Dann mit der Pumpgun 2.0 Mainpark Baby                             | DE72 (1 Wo.)DE | — | CH96 (1 Wo.)CH | Charteinstieg: 9. Dezember 2022 feat. Azad & Kool Savas                     |
| 2022 | Geruch von Koks Mainpark Baby                                      | DE93 (1 Wo.)DE | — | — | Charteinstieg: 9. Dezember 2022 feat. Paula Hartmann                        |

Weitere Singles
- 2010: Gestern Gallus, heute Charts
- 2014: Julius Cesar (feat. Capo)
- 2015: CopKKKilla
- 2015: Depressionen im Ghetto
- 2016: AFD (mit Xatar als Coup)
- 2016: Gib Geld (mit Xatar als Coup)

### Als Gastmusiker
| Jahr | Titel Album                            | Höchstplatzierung, Gesamtwochen, AuszeichnungChartplatzierungen (Jahr, Titel, Album, Platzierungen, Wochen, Auszeichnungen, Anmerkungen) | Höchstplatzierung, Gesamtwochen, AuszeichnungChartplatzierungen (Jahr, Titel, Album, Platzierungen, Wochen, Auszeichnungen, Anmerkungen) | Höchstplatzierung, Gesamtwochen, AuszeichnungChartplatzierungen (Jahr, Titel, Album, Platzierungen, Wochen, Auszeichnungen, Anmerkungen) | Anmerkungen                                                                        |
| Jahr | Titel Album                            | DE | AT | CH | Anmerkungen                                                                        |
| --- | -------------------------------------- | --- | --- | --- | ---------------------------------------------------------------------------------- |
| 2018 | 4 Uhr nachts Kronjuwelen               | DE25 (3 Wo.)DE | AT43 (2 Wo.)AT | CH32 (2 Wo.)CH | Erstveröffentlichung: 30. November 2018 Sido feat. Haftbefehl & Kool Savas         |
| 2019 | Glitza G.T.A. (Gangster ticken anders) | DE44 (1 Wo.)DE | — | — | Erstveröffentlichung: 29. März 2019 Milonair feat. Haftbefehl & Joker Bra          |
| 2020 | Ja! Nein! Stash                        | DE93 (1 Wo.)DE | — | — | Erstveröffentlichung: 24. Juli 2020 Milonair feat. Haftbefehl                      |
| 2020 | Stash                                  | DE— eDE | — | — | Erstveröffentlichung: 15. Oktober 2020 Milonair feat. Haftbefehl                   |
| 2021 | Ich will es Bar 069                    | DE48 (1 Wo.)DE | — | — | Erstveröffentlichung: 28. Januar 2021 Vega feat. Haftbefehl                        |
| 2021 | Auf der Jagd –                         | — | — | — | Erstveröffentlichung: 15. Juli 2021 Sinan-G feat. Haftbefehl                       |
| 2021 | Ozean T.O.T.Y.                         | DE15 (6 Wo.)DE | AT32 (2 Wo.)AT | CH24 (2 Wo.)CH | Erstveröffentlichung: 17. September 2021 Kalim feat. Haftbefehl                    |
| 2021 | Block Season 2                         | DE— fDE | — | — | Erstveröffentlichung: 4. November 2021 KEZ feat. Haftbefehl                        |
| 2022 | Renn renn Deutschrap brandneu          | DE29 (1 Wo.)DE | AT69 (1 Wo.)AT | CH47 (1 Wo.)CH | Erstveröffentlichung: 24. Juni 2022 Capital Bra & Farid Bang feat. Haftbefehl      |
| 2022 | Nachtschicht –                         | DE100 (1 Wo.)DE | — | — | Erstveröffentlichung: 1. Juli 2022 Capo feat. Capital Bra, Farid Bang & Haftbefehl |
| 2023 | Amadé in 808 –                         | DE— gDE | — | — | Erstveröffentlichung: 12. Januar 2023 Paix feat. Haftbefehl                        |
| 2023 | Glas voll Testo EP                     | DE70 (1 Wo.)DE | — | — | Erstveröffentlichung: 9. Februar 2023 Veysel feat. Haftbefehl                      |
| 2023 | Doktor Life Is Pain                    | DE22 (2 Wo.)DE | AT67 (1 Wo.)AT | CH54 (1 Wo.)CH | Erstveröffentlichung: 29. Juni 2023 PA Sports feat. Sido, Haftbefehl & Alies       |
| 2023 | Mannschaft –                           | DE66 (1 Wo.)DE | — | — | Erstveröffentlichung: 15. Dezember 2023 Safraoui feat. Haftbefehl & Soufian        |
| 2024 | Tränen –                               | DE36 (1 Wo.)DE | — | CH98 (1 Wo.)CH | Erstveröffentlichung: 4. Januar 2024 Nimo feat. Haftbefehl                         |
| Folgende Lieder erschienen nicht als Single, wurden aber durch das Album zum Download und Streaming bereitgestellt und konnten somit eine Platzierung erlangen: |                                        | | | |                                                                                    |
| |                                        | | | |                                                                                    |
| 2016 | Pibissstrahlen auf 808 Bässe 0,9       | DE89 (1 Wo.)DE | — | — | Charteinstieg: 29. Januar 2016 SSIO feat. Haftbefehl                               |
| 2016 | Macha Macha Advanced Chemistry         | DE91 (1 Wo.)DE | — | — | Charteinstieg: 26. August 2016 Beginner feat. Haftbefehl                           |
| 2021 | Nummer eins Asozialer Marokkaner       | DE47 (1 Wo.)DE | — | — | Charteinstieg: 30. Juli 2021 Farid Bang feat. Adel Tawil & Haftbefehl              |
| 2023 | Rache (sabah sabah) Ticker Sensei      | DE59 (2 Wo.)DE | — | — | Charteinstieg: 20. Oktober 2023 Kardo & X Wave feat. Haftbefehl                    |
| 2024 | 15 Schuss Komboz                       | DE— hDE | — | — | Charteinstieg: 26. Januar 2024 Azad feat. Haftbefehl & Kalim                       |
| 2024 | Paris-Dakar Duo Numero Uno             | DE— iDE | — | — | Charteinstieg: 2. August 2024 Celo & Abdi feat. Amo & Haftbefehl                   |

Weitere Gastbeiträge
- 2015: Mama (MoTrip feat. Haftbefehl)
- 2018: Mathematik (Lindemann feat. Haftbefehl)
- 2019: Katakomben (Doezis feat. Haftbefehl)
- 2022: Steig ein (Capital Bra feat. Haftbefehl)
- 2022: HSHN (Kontra K feat. Haftbefehl)
- 2022: KWA (Fourty & Jamule feat. Haftbefehl)
- 2024: Benelli M4 (Moses Pelham feat. Haftbefehl)

## Autorenbeteiligungen (Auswahl)
- 2025: Mona Lisa Motion – Zah1de

## Sonderveröffentlichungen

### Freetracks
- 2009: An alle Azzlackz
- 2009: Wieso, warum (feat. Jonesmann)
- 2009: Wir feuern dich (feat. Jonesmann & Criz)
- 2009: Zu groß (feat. Jonesmann & Manuellsen)
- 2009: Wie die Tränen meiner Mutter
- 2009: Sound für die Nacht (feat. JAM)
- 2009: Koma (Remix) (feat. Blaze, Jonesmann, Favorite & Vega)
- 2010: Bitch da hast du
- 2010: An alle Azzlacks
- 2010: Schwarz (feat. Afro Hesse)
- 2010: Psst! (MeineStadt2010)
- 2010: Nightlife (feat. Inferno und Aikido)
- 2010: Wir machen Patte (feat. Doezis und Kamran)
- 2010: Ich nehm dir alles weg
- 2010: Für die Jungs (feat. Omik K.)
- 2010: OF Crackflow
- 2010: Azzlack zerbersten (feat. Zerbersten)
- 2010: Columbine! (feat. Silla, Twin und Criz)
- 2010: Chabo Nation Azzlackz (feat. Son Saifa und Midy Kosov)

### Juice-Exclusives!
- 2009: Spiel mit dem Feuer (feat. Blaze, Criz und Jonesmann) (Juice-Exclusive! auf Juice-CD #99)
- 2009: Duck dich (feat. Blaze, Criz und Jonesmann) (Juice Exclusive! auf Juice-CD #100)
- 2010: Streichhölzer & Benzinkanister (Juice-Exclusive! auf Juice-CD #107)

### Halt die Fresse
- 2009: Halt die Fresse : 01 – NR. 32 – Haftbefehl
- 2010: Halt die Fresse : 03 – NR. 78 – Haftbefehl
- 2011: Halt die Fresse Gold – NR. 02 – Haftbefehl
- 2012: Halt die Fresse : 04 – NR. 187 – Haftbefehl
- 2012: Halt die Fresse : 04 – NR. 215 – Haftbefehl (feat. Xatar, Celo & Abdi und Capo)
- 2013: Halt die Fresse : 05 – NR. 267 – Haftbefehl (feat. Veysel)
- 2013: Halt die Fresse Platin – 01 – Haftbefehl
- 2014: Halt die Fresse : 06 – NR. 329 – Milonair & Haftbefehl („Ballermann“)

## Statistik

### Chartauswertung
|                     | DE     | AT    | CH    |
| ------------------- | ------ | ----- | ----- |
| Nummer-eins-Alben   | DE1DE  | AT1AT | CH1CH |
| Top-10-Alben        | DE7DE  | AT5AT | CH4CH |
| Alben in den Charts | DE10DE | AT7AT | CH8CH |

|                       | DE     | AT    | CH     |
| --------------------- | ------ | ----- | ------ |
| Nummer-eins-Singles   | DE—DE  | AT—AT | CH—CH  |
| Top-10-Singles        | DE1DE  | AT—AT | CH—CH  |
| Singles in den Charts | DE35DE | AT9AT | CH12CH |

### Auszeichnungen für Musikverkäufe
Anmerkung: Auszeichnungen in Ländern aus den Charttabellen bzw. Chartboxen sind in ebendiesen zu finden.
| Land/RegionAuszeichnungen für Musikverkäufe (Land/Region, Auszeichnungen, Verkäufe, Quellen) | Gold     | Platin | Verkäufe | Quellen           |
| -------------------------------------------------------------------------------------------- | -------- | ------ | -------- | ----------------- |
| Deutschland (BVMI)                                                                           | 5× Gold5 | —      | 850.000  | musikindustrie.de |
| Insgesamt                                                                                    | 5× Gold5 | —      |          |                   |